# 名岐鉄道デボ300形電車
名岐鉄道デボ300形電車（めいぎてつどうデボ300がたでんしゃ）は、現・名古屋鉄道（名鉄）の前身事業者の一つである名古屋電気鉄道が導入した1500形電車のうち1507 - 1509の3両について、名古屋電気鉄道の後身である名岐鉄道当時の1935年（昭和5年）に実施された形式称号改訂に際して付与された形式区分である。
デボ300形に区分された3両は、1920年（大正9年）に製造された名古屋電気鉄道初の2軸ボギー構造を採用した木造車体の電車（制御電動車）で、「郡部線」と通称される鉄道線区間に導入された。
本項では、デボ300形と同様の経緯によって個別の形式称号が付与された、名古屋電気鉄道1500形1501 - 1506・1510を由来とする1921年（大正10年）製のデボ350形電車についても併せて記述する。

## 沿革
名古屋市を中心として鉄道事業を展開した名古屋電気鉄道は、現在の名鉄名古屋本線の一部や名鉄犬山線・名鉄津島線などに相当する「郡部線」と呼称される路線区へ導入する目的で、1920年（大正9年）に同社初となる2軸ボギー構造の電車を新製した。当初10両の導入を予定し、同年2月に1500形1507 - 1509の3両が自社那古野工場において落成した。木造二重屋根（ダブルルーフ）構造の車体の両端部に乗降口を備え、従来型の4輪単車がオープンデッキ構造であったのに対し、乗降口には引扉式の片開客用扉を設けた。また、制御方式は名古屋電気鉄道においては初採用例となる間接制御仕様とし、直接制御仕様であった従来車とは異なり総括制御を可能とした。
残る1501 - 1506・1510の7両についても引き続き製造が進められたが、同年6月3日に発生した那古野車庫・工場の火災によって落成直前の最終艤装段階にあった同7両は全車とも焼失し、導入計画に狂いが生じた。結局同7両は翌1921年（大正10年）2月に再度車体を新製して落成したが、車体設計について見直しが行われた結果、1507 - 1509が2扉構造であったのに対して車体中央部にも客用扉を増設して3扉構造に変更されるなど、仕様が変化した。
これら10両は1921年（大正10年）7月に名古屋電気鉄道より旧・名古屋鉄道へ継承され、旧・名古屋鉄道が1925年（大正14年）の尾西鉄道の鉄道事業譲受を機実施された車番改訂に際しては、1507 - 1509はデボ300形301 - 303と、1501 - 1506・1510はデボ350形351 - 357と、それぞれ形式称号および記号番号を改めた。
その後、一部車両の郵便合造車への改造や電装解除による制御車化改造など、現・名古屋鉄道（名鉄）成立後に実施された複数回におよぶ改造・改番を経て、名岐デボ300形・デボ350形を由来とする10両の車両群は、最終的に前者が制御車ク2270形へ、後者が制御電動車モ350形へそれぞれ形式称号を改め、1962年（昭和37年）まで運用された。

## 車体・主要機器

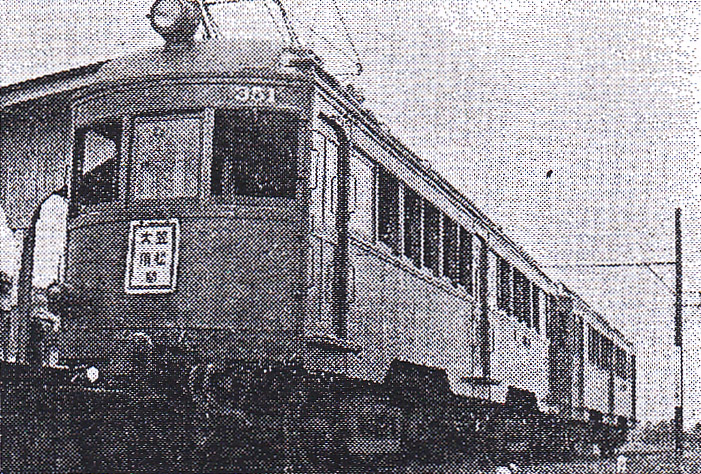
名鉄モ350形351
（旧名岐鉄道デボ350形351）
前照灯移設後の姿。

全長14 m級の、屋根部をダブルルーフ構造とした木造車体を備える。運転台を前後妻面に設けた両運転台構造とし、妻面は大きな円弧を描く丸妻形状で、3枚の前面窓を均等配置する。妻面裾部には連結器取付座を兼ねた台枠端梁が露出し、前照灯は前面中央窓下の腰板部へ1灯設置した。側面には片開式の客用扉と一段落とし窓構造の側窓を配し、側窓外側には3本の保護棒を設置した。側面窓配置は2扉構造の1507 - 1509がD 13 D（D：客用扉、数値は側窓の枚数）であったのに対し、3扉構造の1501 - 1506・1510はD 6 D 6 Dと異なる。前照灯は当初前面中央窓下の腰板部へ1灯設置したが、後年屋根上中央部にステーを介して取り付ける方式に改められた。
主要機器は全車とも同一で、制御装置はゼネラル・エレクトリック (GE) 製のPC-6電空カム軸式間接自動加速制御器を採用した。主電動機はGE製のGE-244A直流直巻電動機［600 V 定格出力 100 PS (73.5 kW)］を1両あたり2基搭載し、制動装置も同じくGE製の非常直通ブレーキを採用した。台車はブリル (J.G.Brill) 社製の27-MCB-1を装着、連結器は当初ねじ式連結器を装着したが、後年並形自動連結器への交換が実施されている。集電装置はトロリーポールを屋根上に前後各1基搭載した。

## 運用

### 竣功から戦中戦後にかけて
導入後は郡部線と総称される各路線において運用された。後年郡部線においてパンタグラフ集電方式が採用された際、全車とも屋根上中央部に菱形パンタグラフを1基新設したが、当時の郡部線は押切町から名古屋市電の路線を経由して市内中心部の起点駅であった柳橋へ至っていた都合上、名古屋市電の路線内にて使用するトロリーポールはそのまま存置された。
尾西鉄道譲受後に実施された形式称号改訂に際しては、1507 - 1509はデボ300形301 - 303と、1501 - 1506・1510はデボ350形351 - 357と、それぞれ新たな形式称号および記号番号が付与された。
その後、デボ302・デボ303は1938年（昭和8年）12月に車体の一端へ荷重2 tの郵便室を新設して合造車へ改造され、同2両はデボユ310形311・312と再び形式称号および記号番号を改めた。次いで同年内にデボ301およびデボ357についても同様に郵便合造車への改造が実施され、こちらはデボユ320形321・322と別形式に区分された。
- デボ302 → デボユ311[15]
- デボ303 → デボユ312[15]
- デボ301 → デボユ321[15]
- デボ357 → デボユ322[15]

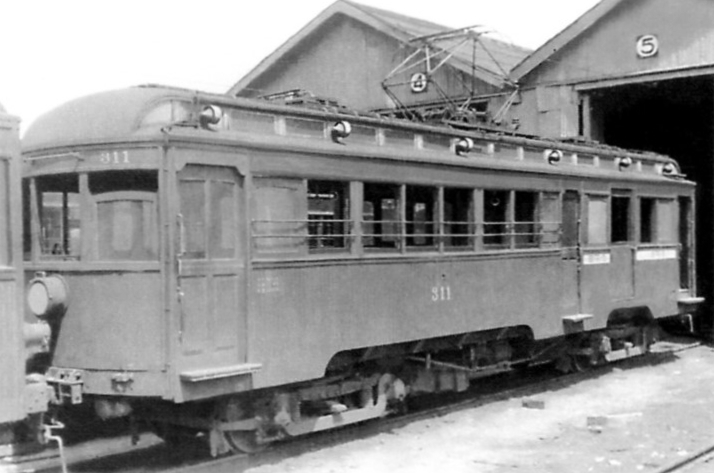
名鉄モユ310形311
（旧名岐鉄道デボユ310形311）
車両後部の白帯を付けた個所が郵便室。

なお、デボ300形を種車とする車両については改造に際して車体中央部に客用扉が増設され、またこの結果デボ300形の形式称号を付与された車両は消滅した。
名岐鉄道と愛知電気鉄道の対等合併による現・名古屋鉄道（名鉄）成立後の1941年（昭和16年）2月に実施された形式称号改訂に際しては、デボユ310形はモユ310形と、デボユ320形はモユ320形と、デボ350形はモ350形と、それぞれ形式称号のみが改訂された。また、同年8月12日に東枇杷島 - 新名古屋（現・名鉄名古屋）間の新線開通に伴って旧ルートの東枇杷島 - 押切町 - 柳橋間が廃止となったため、全車とも不要となるトロリーポールを撤去し、同時にパンタグラフを中央部から端部へ移設した。
1943年（昭和18年）にモ350形353は火災により車体を焼失し、復旧に際しては自社新川工場において木造車体を新製した。新製された車体は愛知電気鉄道が発注した木造車に類似したシングルルーフ構造の角ばった外観を有し、平妻形状の妻面に3枚の前面窓を備え、乗務員扉および片側2箇所設置された片開客用扉の上辺はアーチ形状の曲線状に処理され、側面窓配置はd 2 D 6 D 2 d（d：乗務員扉）と変更されるなど、原形とは全く異なるものとなった。

### 戦後の動向

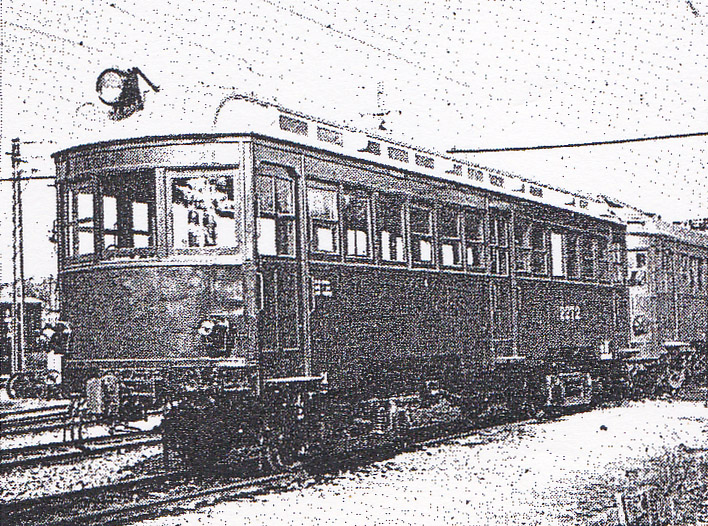
名鉄ク2270形2272
（旧名岐鉄道デボ300形303）

1948年（昭和23年）5月に、架線電圧が600 V規格であった旧名古屋鉄道・名岐鉄道に由来する西部線に属する各路線のうち、現在の犬山線・津島線および名古屋本線の一部に相当する区間の架線電圧1,500 V昇圧が実施された。架線電圧600 V仕様であったモユ310形・モユ320形・モ350形のうち、モユ310形311・312およびモユ320形321・322の計4両については1948年（昭和23年）7月に電装解除が実施され、同時に車内郵便室の撤去・客室化が施工されて形式称号および記号番号をク2270形2271 - 2274と改め、架線電圧600 V区間用の制御車へ転用された。
- モユ311 → ク2271[15]
- モユ312 → ク2272[15]
- モユ321 → ク2273[15]
- モユ322 → ク2274[15]

ク2270形は後年ク2271が台車を国鉄制式台車のTR10釣り合い梁式台車へ換装されたのち、最終的に全車とも瀬戸線へ転属、ク2272・ク2274が1959年（昭和34年）7月6日付で、ク2271・ク2273が1962年（昭和37年）8月にそれぞれ廃車となった。
一方、モ350形351 - 356は架線電圧600 V規格のまま存置された支線区用の制御電動車として継続運用され、後年は全車とも竹鼻線へ集約された。このうちモ352は1959年（昭和34年）11月20日に竹鼻線柳津駅付近の踏切にてトラックと衝突事故を起こし、翌1960年（昭和35年）1月に廃車となった。残るモ351・モ353 - モ356については1962年（昭和37年）6月の竹鼻線の架線電圧1,500 V昇圧によって用途を失い、同年8月に廃車となった。
以上の経緯によって、名古屋電気鉄道1501 - 1510として導入された車両群は全廃となった。
名鉄における廃車後、火災復旧車で車体の仕様が異なるモ350形353のみ北恵那鉄道（現・北恵那交通）へ譲渡された。同車は外板へ鋼板を貼り付けて簡易鋼体化を実施した上で1963年（昭和38年）6月27日付認可で同社モ300形321として竣功、1971年（昭和46年）まで運用された。

## 参考資料
書籍
- 名古屋鉄道株式会社社史編纂委員会 『名古屋鉄道社史』 名古屋鉄道 1961年5月
- 名古屋鉄道株式会社 『写真が語る名鉄80年』 名古屋鉄道 1975年3月
- 清水武 『RM LIBRARY32 北恵那鉄道』 ネコ・パブリッシング 2002年3月 ISBN 4-87366-267-2

雑誌
- 『鉄道ピクトリアル』 鉄道図書刊行会
  - 渡辺肇 「私鉄車両めぐり(27) 名古屋鉄道 3」 1956年12月号（通巻65号） pp.32 - 38
  - 渡辺肇 「私鉄車両めぐり(46) 名古屋鉄道 補遺」 1961年7月号（通巻120号） pp.32 - 39
  - 渡辺肇・加藤久爾夫 「私鉄車両めぐり(87) 名古屋鉄道 3」 1971年3月号（通巻248号） pp.60 - 65
  - 渡辺肇・加藤久爾夫 「私鉄車両めぐり(87) 名古屋鉄道 終」 1971年4月号（通巻249号） pp.54 - 65
  - 沢田幸雄 「廃止された線路をたずねて 押切町 - 枇杷島橋間と柳橋乗入れ」 1986年12月臨時増刊号（通巻473号） pp.97 - 106
  - 白井良和 「名古屋鉄道の車両前史 現在の名鉄を構成した各社の車両」 1986年12月臨時増刊号（通巻473号） pp.166 - 176
  - 徳田耕一 「他社で働く元・名鉄の車両たち」 1986年12月臨時増刊号（通巻473号） pp.177 - 184
  - 白土貞夫 「絵葉書が語る 名古屋鉄道前史時代」 2006年1月臨時増刊号（通巻771号） pp.73 - 77
  - 名鉄博物館 「知られざる名鉄電車史1 郊外線草創期の車両 - デシ500形とその仲間たち」 2007年7月号（通巻791号） pp.156 - 165
- 『鉄道ファン』 交友社
  - 大谷正春・清水武 「戦争突入を目前にした1941年初頭の名鉄電車」 2011年1月号（通巻597号） pp.148 - 153